# Literaturjahr 1724
Liste der Literaturjahre

◄◄ | Literaturjahr 1724 | ►►

Weitere Ereignisse
Dieser Artikel behandelt das Literaturjahr 1724.

## Ereignisse
- 28. Januar: Die Russische Akademie der Wissenschaften sowie die heutige Staatliche Universität Sankt Petersburg, die erste Universität Russlands, werden von Peter I. per Ukas mit Sitz in Sankt Petersburg ins Leben gerufen.
- 1. April: Jonathan Swift veröffentlicht die Drapiers Letters.
- Johann Christoph Sauer (1695–1757) wandert nach Amerika aus, wo er später die erste Bibel in deutscher Sprache herausgibt.
- Der Patriot, eine bedeutende moralische Wochenschrift, erscheint im ersten Jahrgang in Hamburg.
- L’indiscret, eine Komödie von Voltaire, entsteht.

## Bücher
- Aurelius Augustinus „Deß heil. Augustini grossen Kirchen-Lehrers, himmlische Betrachtungen, oder geheime Gespräch mit Gott, und andächtiges Hand-Büchlein gar köstl. u. unvgl. Kleinodien d. göttl. Liebe, in 3 Büchlein, von allen Christglaubigen billig hoch zu schätzen, u. zu erwerben“
- Ludwig Babenstuber „Philosophia Thomistica Salisburgensis, sive cursus philosophicus secundum doctrinam D. Thomae Aquinatis doctoris angelici“
- Georg Bernhard Bilfinger „Specimen doctrinae veterum Sinarum“ [Charakteristik der Lehre der alten Chinesen] die bis dahin umfassendste Gesamtdarstellung der chinesischen Philosophie
- Daniel Defoe „Die Geschichte von dem denkwürdigen Leben des John Sheppard“
- Daniel Defoe „Roxana“
- Daniel Defoe „A tour thro’ the whole island of Great Britain“ (erschienen zwischen 1724 und 1727)
- Dietrich Gotthard Eckard „Deutliche und gründliche Erklärung über Joh. Schilteri institutiones iuris canonici“
- Johann Andreas Fabricius „Philosophische Oratorie. Das ist: vernünftige Anleitung zur gelehrten und galanten Beredsamkeit“
- Wilhelm Fesenmayr „Betrachtung und Exercitien-Buch, für die geistliche, Gott-verlobte Closter-Jungfrauen wann selbe wollen lernen betrachten, oder ein geistliche Einöde und achttägige Versamblung deß Geists wollen anstellen“
- Jacob Leupold „Theatrum Machinarum Hydrotechnicarum. Schau-Platz der Wasser-Bau-Kunst“
- Jacob Leupold „Theatrum Machinarum Hydraulicarum, Oder: Schau-Platz der Wasser-Künste. Teil 1.“
- Torquato Tasso „Jerusalem delivrée“
- Christoph Thieber „Vorbote eines teutschen Lexici Etymologici“
- Samuel Werenfels „Dissertationes de logomachiis eruditorum et de meteoris orationis“
- Christian Wolff „De differentia nexus rerum sapientis et fatalis necessitatis“
- Christian Wolff „Monitum ad commentationem luculentam de differentia nexus rerum sapientis et fatalis necessitatis“

## Theater
- 14. Januar: Uraufführung des Dramas Il Vespasiano von Attilio Ariosti am King’s Theatre in London.
- 20. Februar: Uraufführung der Oper Giulio Cesare von Georg Friedrich Händel im King’s Theatre, London.
- 7. April: Die Uraufführung der Johannespassion von Johann Sebastian Bach erfolgt am Karfreitag in der Nikolaikirche in Leipzig.
- 18. April: Uraufführung der Oper Calfurnia von Giovanni Bononcini am King’s Theatre in London.
- 28. August: Uraufführung der Oper Andromaca von Antonio Caldara am Teatro della Favorita in Wien
- 31. Oktober: Uraufführung der Oper Tamerlano von Georg Friedrich Händel im King’s Theatre, London
- 4. November: Uraufführung der Oper Gianguir, imperatore del Mogol von Antonio Caldara am Hoftheater in Wien
- 9. Dezember: Premiere von Colley Cibbers (1671–1757) Caesar in Aegypt

## Geboren
- 7. Januar: Friedrich Wilhelm Pestel, Rechtsgelehrter († 1805)
- 19. Januar:  Dai Chen, chinesischer Gelehrter († 1777)
- 16. Februar: Christian Ludwig Stieglitz, deutscher Jurist, Ratsherr und Mineraliensammler († 1772)
- 12. März: Benedict Strauch, deutscher Pädagoge und katholischer Theologe († 1803)
- 18. März: Dionysius van de Wijnpersse, niederländischer reformierter Theologe und Philosoph († 1808)
- 22. April: Immanuel Kant, deutscher Philosoph († 1804)
- 2. Juli: Friedrich Gottlieb Klopstock, deutscher Autor und Dichter († 1803)
- 18. Juli: Maria Antonia von Bayern, Kunstmäzenin und Komponistin, Malerin und Dichterin († 1780)
- 4. August: John Mainwaring, englischer Theologe und erster Biograph des Komponisten Georg Friedrich Händel, damit Begründer der Literaturgattung der Musikerbiographie († 1807)
- 25. August: George Stubbs, englischer Maler und Wissenschaftler († 1806)
- 29. August: Giambattista Casti, italienischer Dichter und Satiriker († 1803)
- 11. September: Johann Bernhard Basedow, deutscher Pädagoge und Schriftsteller († 1790)
- 27. September: Anton Friedrich Büsching, deutscher Geograph († 1793)
- 17. Oktober: Johann Siegfried Hufnagel, deutscher Pfarrer und Entomologe († 1795)
- 18. November: Johannes Daniël van Lennep, niederländischer Philologe († 1771)
- 13. Dezember: Franz Ulrich Theodor Aepinus, Astronom, Mathematiker, Physiker und Naturphilosoph († 1802)
- 20. Dezember: Johann Nikolaus Seip, deutscher lutherischer Theologe († 1789)
- 24. Dezember: Johann Conrad Ammann, Schweizer Arzt, Naturalien- und Kunstsammler († 1811)
- 25. Dezember: John Michell, englischer Naturphilosoph und Geologe († 1793)

## Gestorben
- 19. März: Johanna Eleonora Petersen, theologische Schriftstellerin und eine der Führungsgestalten des radikalen Pietismus (* 1644)
- 1. Juli: Johann Baptist Homann, deutscher Kartograph, Verleger und Kupferstecher (* 1664)
- 11. Juli: Mary De la Riviere Manley, englische Schriftstellerin (* 1663)
- 19. September: Glikl bas Judah Leib, deutsche Kauffrau und Autobiografin (* 1647)
- 18. Oktober: Johann Osiander, deutscher Philologe, Diplomat und lutherischer Theologe (* 1657)
- 29. Oktober: William Wollaston, englischer Philosoph (* 1659)